# Linaclotide
Le linaclotide est une molécule utilisée comme laxatif.

## Mode d'action
C'est un agoniste de la guanylate cyclase C augmentant la motilité intestinale. 

## Efficacité
Il est efficace dans la constipation chronique. Dans le syndrome de l'intestin irritable, son efficacité est modérée, avec une diarrhée comme effet secondaire principal.